# 廟鬼
庙鬼是出自於《聊斋志异·卷一·庙鬼》里的一个妖怪，叙述鬼变女人害人的故事。是一个淫鬼，人入室，貌肥黑不扬。故事中提到铁链可以驱鬼。除了“庙鬼”，另外还有“泥鬼”、“泥书生”、“土偶”等篇，以及明人李昌祺《剪灯余话》中有“江庙泥神记”。

## 原文
新城诸生王启后者，方伯中宇公象坤曾孙。见一妇人入室，貌肥黑不扬。笑近坐榻，意甚亵。王拒之，不去。由此坐卧辄见之。而意坚定，终不摇。妇怒，批其颊，有声，而亦不甚痛。妇以带悬梁上，捽与并缢。王不觉自投梁下，引颈作缢状。人见其足不履地，挺然立空中，即亦不能死。自是病颠。忽曰：“彼将与我投河矣。”望河狂奔，曳之乃止。如此百端，日常数作，术药罔效。一日，忽见有武士绾锁而入，怒叱曰：“朴诚者汝何敢扰！”即絷妇项，自棂中出。才至窗外，妇不复人形，目电闪，口血赤如盆。忆城隍庙门中有泥鬼四，绝类其一焉。于是病若失。